# Comic Sans

Comic Sans

Comic Sans MS je bezpatkové písmo vytvořené zaměstnancem firmy Microsoft Vincentem Connarem a zveřejněné v roce 1994 jako součást operačního systému Windows 95. Jedná se o jednoduché hůlkové písmo inspirované písmem z komiksů, které bylo určeno zejména pro začínající uživatele a děti.
Zpočátku byl vydán pouze jako doplňující font ve Windows Plus Pack a později v Microsoft Comic Chat. Microsoft vysvětlil, že „Toto neformální, ovšem čitelné písmo se ukázalo jako velmi populární v celém světě.“ Písmo mělo původně sloužit pro systém uživatelsky přátelské nápovědy, nakonec – protože bylo zahrnuto do základního balíku písem v operačním systému Windows – se stalo velice populárním.
Toto písmo se dnes často používá nezkušenými designéry na nevhodných místech, jako jsou např. státní budovy a reklamní billboardy, kvůli čemuž sklízí font častou kritiku směrem od zkušenějších uživatelů. Písmo je kritizováno ze strany internetových uživatelů a internetové kultury a bylo třeba i námětem pro tvorbu satirického superhrdiny Comic Sans Man.
Comic Sans může zlepšit čitelnost textu pro dyslektiky, protože obsahuje méně podobných symbolů, než jiné fonty (např. "p" a "q")

## Příklady použití

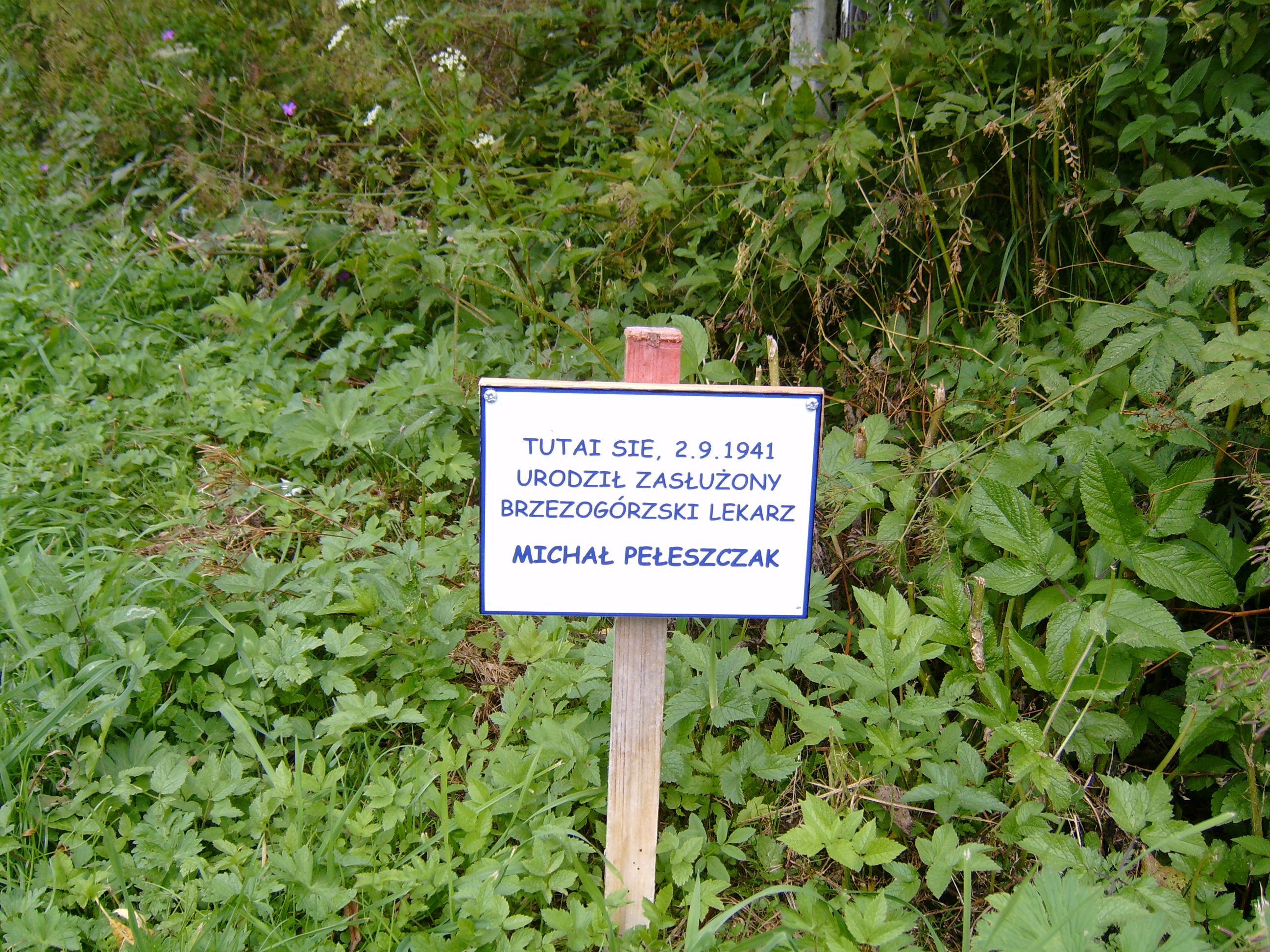
Pamětní tabulka v Polsku
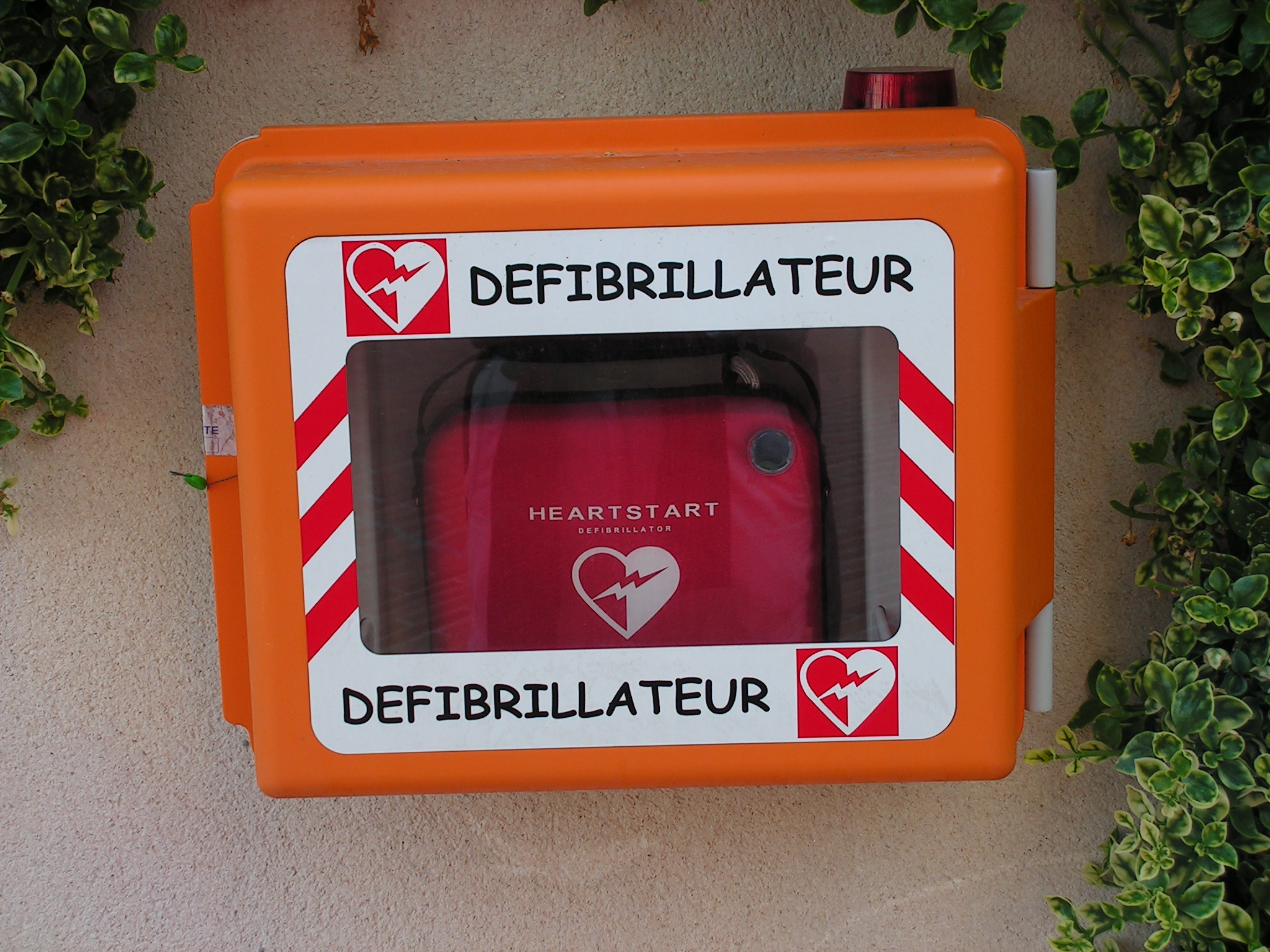
Defibrilátor v Monaku
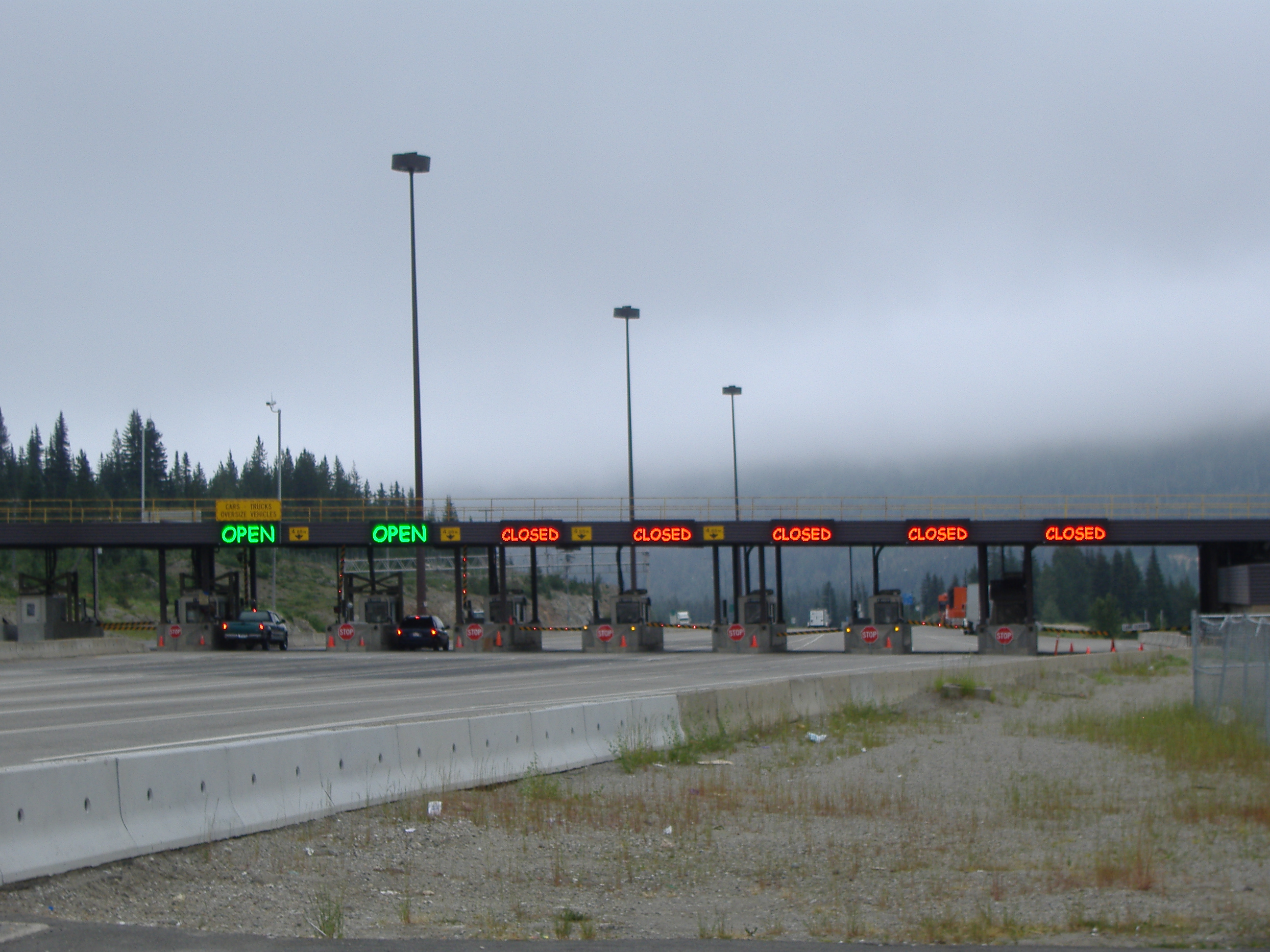
British Columbia Highway 5
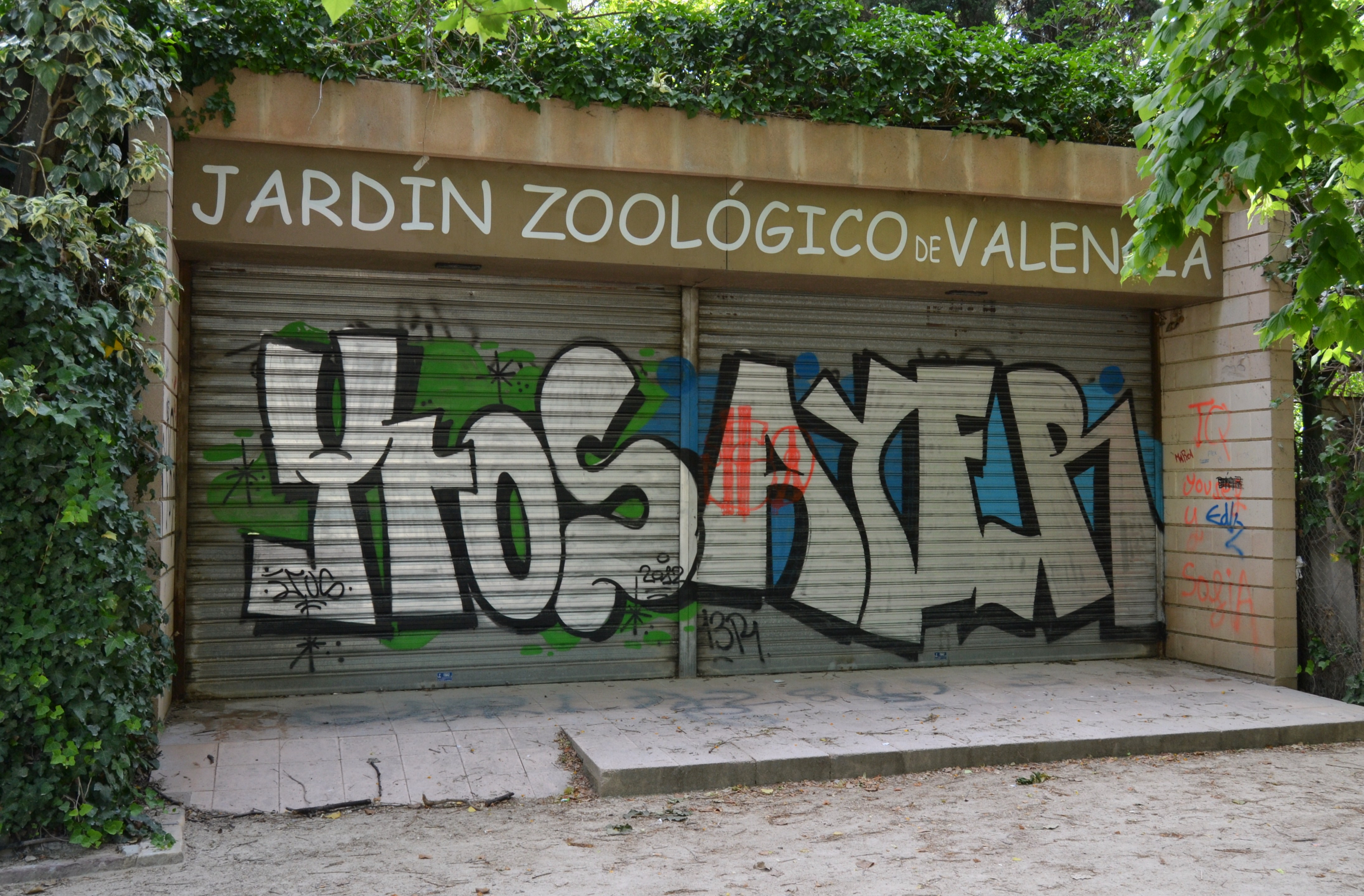
Brána zoo ve Valencii